# Marian Spoida
Marian Spoida (* 4. Januar 1901 in Posen; † 16. April 1940 bei Katyn) war ein polnischer Fußballspieler und -trainer. 1940 wurde er Opfer des von der sowjetischen Geheimpolizei NKWD an polnischen Offizieren begangenen Massakers von Katyn.

## Leben
Spoida wurde als preußischer Staatsbürger geboren, seine Eltern waren Polen. Er erhielt eine deutsche Schulbildung, da Polnisch in den Schulen der Provinz Posen nur für den Religionsunterricht zugelassen war. 1918 meldete er sich als 17-Jähriger zu den polnischen Verbänden, die nach dem Ende des Ersten Weltkrieges die Provinz dem wiederentstandenen polnischen Staat anschließen wollten. Mit dem Großpolnischen Aufstand wurde dieses Ziel erreicht.
Spoida trat in die neu aufgestellten polnischen Streitkräfte ein. Er nahm am ebenfalls siegreich beendeten polnisch-sowjetischen Krieg 1920 teil. Ein Jahr später schied er im Dienstgrad eines Leutnants aus dem Militärdienst aus. Zunächst arbeitete er in einer Posener Bank. 1931 trat er in die Dienste des polnischen Fußballverbandes PZPN.
Mit der allgemeinen Mobilmachung Ende August 1939 wurde er als Leutnant der Reserve zu einer Fernmelde-Einheit einberufen. Er geriet in der zweiten Septemberhälfte in sowjetische Kriegsgefangenschaft und wurde zum Sonderlager Koselsk im russischen Bezirk Kaluga deportiert. Er gehörte zu den polnischen Offizieren, die im April 1940 in einen rund 300 Kilometer weiter westlich gelegenen Wald unweit des Dorfes Katyn gebracht und dort erschossen wurden. Seine sterblichen Überreste wurden von polnischen Pathologen, die im Frühjahr 1943 nach der Entdeckung der Massengräber unter deutscher Aufsicht Exhumierungen vornahmen, anhand seiner Erkennungsmarke, seines Personalausweises sowie des Mitgliedsausweises von Warta Posen identifiziert. Auf der vom Auswärtigen Amt verbreiteten Namensliste der Opfer von Katyn findet er sich unter der Nummer 3624, doch wurde sein Name fehlerhaft „Spoją“ geschrieben.
2007 beförderte Staatspräsident Lech Kaczyński alle in Katyn ermordeten Offiziere postum um eine Dienstgrad, Spoida wurde somit der Rang eines Oberleutnants zugestanden.

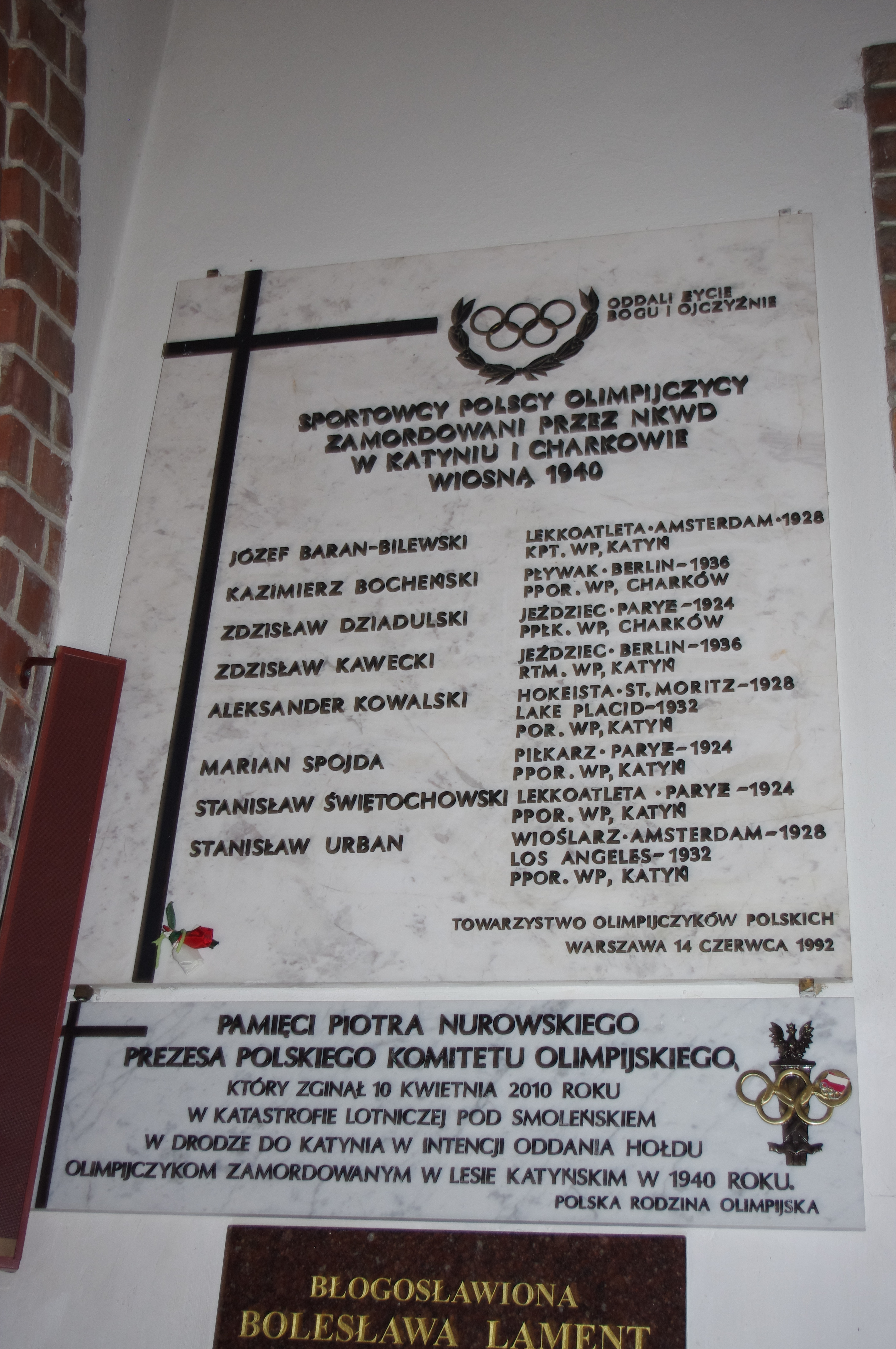
Gedenktafel für im Jahr 1940 vom NKWD ermordete polnische Olympioniken in der Kathedrale von Warschau-Praga

## Sportliche Karriere
Als Jugendlicher trat Spoida dem Verein Posnania bei, dessen Mitglieder ihr Polentum gegenüber einer unfreundlich eingestellten preußischen Obrigkeit demonstrieren wollten. Bereits nach einem Jahr wechselte er zu Warta, ebenfalls ein Verein polnischer Patrioten. Mit 18 Jahren erspielte er sich einen Stammplatz in der 1. Mannschaft.
Am 3. September 1922 trat er erstmals für die Nationalmannschaft an, er nahm an einem Freundschaftsspiel gegen Rumänien in Czernowitz teil; die Partie endete 1:1. 1924 nahm er mit der Nationalmannschaft an den Olympischen Spielen in Paris teil. Doch nach einer 0:5-Niederlage in der ersten Partie gegen Ungarn mussten die Polen den Heimweg antreten, Spoida war der jüngste der zum Einsatz gekommenen Spieler. Am 1. Juli 1928 trug er beim 2:1-Sieg über Schweden in Kattowitz, bei dem der spätere DFB-Präsident Peco Bauwens als Schiedsrichter fungierte, zum letzten Mal das Nationaltrikot; es war sein 14. Länderspiel.
Mit ihm als Mannschaftskapitän wurde Warta Posen 1929 erstmals polnischer Meister, Torjäger der Mannschaft war Friedrich Scherfke, der der deutschen Minderheit angehörte. Mit der Meisterfeier beendete Spoida seine aktive Karriere und übernahm die ehrenamtliche Trainerstelle beim Zweitligaverein Legia Posen.
1931 wurde er vom PZPN als Trainerassistent angestellt, er wurde zum wichtigsten Mitarbeiter des Nationaltrainers Józef Kałuża. Er blieb auf seinem Posten, als von 1935 bis 1937 der frühere Schalke-Trainer Kurt Otto die Nationalmannschaft betreute.
Spoida saß neben dem in seine frühere Funktion zurückgekehrten Kałuża auf der Trainerbank, als Polen bei seinem ersten WM-Auftritt in Straßburg 1938 in einer legendären Partie gegen Brasilien mit 5:6 nach Verlängerung unterlag. Sein letzter Einsatz für den PZPN war der 4:2-Sieg über Vizeweltmeister Ungarn am 27. August 1939, viereinhalb Tage vor dem deutschen Überfall auf Polen.

## Auszeichnungen
- Verdienstkreuz der Republik Polen in Silber für Verdienste um die Entwicklung des Sports (19. März 1931)[16]